# برونو آلیکارت
برونو آلیکارت (انگلیسی: Bruno Alicarte؛ زادهٔ ۱۸ ژانویهٔ ۱۹۷۲) بازیکن فوتبال اهل فرانسه است.
از باشگاه‌هایی که در آن بازی کرده‌است می‌توان به باشگاه فوتبال ناوال، باشگاه فوتبال باستیا، باشگاه فوتبال دپورتیوو آلاوس، و باشگاه ورزشی مون‌پلیه اشاره کرد.